# Veronica Mars - Il film
Veronica Mars - Il film (Veronica Mars), distribuito in Italia anche col titolo Veronica Mars, è un film del 2014 co-scritto, prodotto e diretto da Rob Thomas, con protagonista Kristen Bell.
Si tratta del film su Veronica Mars, protagonista dell'omonima serie televisiva, andata in onda dal 2004 al 2007.

## Trama
(Veronica)
Dopo gli eventi del finale della serie, in cui Keith ha perso le speranze di diventare sceriffo a causa delle azioni della figlia Veronica Mars, questa ha lasciato l'Hearst College, si è trasferita alla "Stanford University" dove si è laureata in psicologia e in seguito ha frequentato la "Columbia University", trasferendosi dunque a New York, dove si è laureata in legge. Si è lasciata così alle spalle la città di Neptune e le giornate da detective dilettante, per non ferire più le persone a lei care. Ma ora, trascorsi nove anni dagli eventi del finale della serie, ad un passo importante dalla sua futura carriera, la ragazza è costretta a ritornare perché viene a conoscenza che il suo ex fidanzato Logan Echolls è ancora una volta accusato dell'omicidio della sua ragazza, la famosa cantante Bonnie DeVille alias Carrie Bishop. Il ritorno a casa sarà un'occasione per rincontrare molte presenze del suo passato e fare i conti con se stessa.

## Produzione
Inizialmente il film doveva intitolarsi Veronica Mars: The Movie.

### La campagna su Kickstarter
Il progetto ha cercato ed ottenuto il finanziamento attraverso il sito crowdfunding Kickstarter, raggiungendo l'obiettivo prefissato nell'aprile 2013. Durante questa campagna ha ottenuto diversi record: 
- il progetto arrivato più velocemente al milione di dollari;
- il progetto arrivato più velocemente ai due milioni di dollari;
- il finanziamento pubblico più alto di sempre nella categoria film;
- il finanziamento pubblico con più sostenitori nella storia di Kickstarter;
- il terzo finanziamento pubblico più alto di sempre su Kickstarter.

Alla fine della campagna, il progetto riceve un finanziamento totale di oltre 5,7 milioni di dollari.
Tra i 91.585 sostenitori/finanziatori del progetto, il maggior donatore è stato il produttore Steven Dengler, grande fan della serie tv, che vince così la possibilità di partecipare al film con un personaggio con qualche dialogo.

### Riprese e location
Le riprese del film durano solo 23 giorni; iniziano il 17 giugno e terminano il 23 luglio 2013, e si svolgono interamente a Los Angeles.

### Cast
Nel cast del film, oltre alla protagonista Kristen Bell nei panni di Veronica Mars, ci sono molti dei protagonisti della serie tv:
- Tina Majorino è Cindy 'Mac' Mackenzie
- Jason Dohring è Logan Echolls
- Max Greenfield è Leo D'Amato
- Ryan Hansen è Dick Casablanca
- Francis Capra è Eli 'Weevil' Navarro
- Enrico Colantoni è Keith Mars
- Chris Lowell è Stosh 'Piz' Piznarski
- Percy Daggs III è Wallace Fennel
- Krysten Ritter è Gia Goodman

Nel film appaiono anche personaggi della serie tv interpretati da altri attori:
- Jerry O'Connell è lo sceriffo Dan Lamb, nella serie tv il fratello Don Lamb (deceduto nella terza stagione) è interpretato da Michael Muhney.
- Andrea Estella è Carrie Bishop, personaggio interpretato nella serie tv da Leighton Meester, che non poté prendere parte alle riprese per conflitti con altri progetti[9].

## Distribuzione
Il 19 luglio, durante il San Diego Comic-Con International del 2013, viene proiettato il trailer al pubblico, e nello stesso giorno viene diffuso sul canale ufficiale del film su You Tube.
Il primo trailer del film viene pubblicato il 20 luglio 2013, mentre il 28 ottobre viene diffusa la prima clip ufficiale del film. Successivamente viene pubblicata un'altra clip il 4 dicembre.
Il 7 dicembre 2013 la Warner Bros. annuncia la data di uscita del film negli Stati Uniti d'America, che sarà il 14 marzo 2014, in un numero limitato di cinema della nazione. La stessa Warner annuncia che il film verrà distribuito in digital download in Italia a partire dal 14 marzo 2014, successivamente sarà in vendita in DVD, ma non in Blu-Ray, a partire dal 15 maggio.

## Premi e riconoscimenti
- 2014 - MTV Movie Awards
  - Nomination Miglior personaggio a Veronica Mars (interpretata da Kristen Bell)
- 2014 - Teen Choice Awards
  - Nomination Miglior film drammatico
  - Nomination Miglior attore in un film drammatico a Jason Dohring
  - Nomination Miglior attrice in un film drammatico a Kristen Bell